# Frédéric Barbier
Frédéric Barbier (Chatou, 27 agosto 1952 – Rueil-Malmaison, 28 maggio 2023) è stato uno storico e bibliotecario francese.

## Biografia
Diplomato all'École nationale des chartes, ricoprì l'incarico di conservatore nella biblioteca municipale di Valenciennes. Insegnò al Centre national de la recherche scientifique e all'École pratique des hautes études. Autore di numerosi libri, fece parte della redazione della "Revue française d'histoire du livre" e fu caporedattore della rivista "Histoire et civilisation du livre".

## Opere principali
- Trois cents ans de librairie et d'imprimerie: Berger-Levrault (1676-1830), Genève, Droz, 1979
- Le Patronat du Nord sous le Second Empire: une approche prosopographique, Genève, Droz, 1989
- Finance et politique: la dynastie des Fould, Paris, A. Colin, 1991
- L'Empire du livre: le livre imprimé et la construction de l'Allemagne contemporaine (1815-1914), Paris, éd. du Cerf, 1995
- Histoire du livre, Paris, A. Colin, 2000 (ed. italiana Storia del libro: dall'antichità al XX secolo, Bari, Dedalo, 2004)
- Lumières du Nord: imprimeurs, libraires et « gens du livre » dans le Nord au XVIIIe siècle (1701-1789): dictionnaire prosopographique, Genève, Droz, 2002
- Le Rêve grec de monsieur de Choiseul: les voyages d'un Européen des Lumières, Paris, A. Colin, 2010
- Histoire des bibliothèques: d'Alexandrie aux bibliothèques virtuelles, Paris, A. Colin, 2013